# Длинное (Крым)
Дли́нное (до 1948 года Азберды́ Ру́сский; укр. Длинне, крымскотат. Rus Az Berdi, Рус Аз Берди) — исчезнувшее село в Белогорском районе Республики Крым (согласно административно-территориальному делению Украины — Автономной Республики Крым), включённое в состав Северного. Сейчас северная часть села.

## История
Первое документальное упоминание села встречается в Камеральном Описании Крыма… 1784 года, судя по которому, в последний период Крымского ханства Аз-Берде входил в Ширинский кадылык Кефинского каймаканства. После присоединения Крыма к России (8) 19 апреля 1783 года, (8) 19 февраля 1784 года, именным указом Екатерины II сенату, на территории бывшего Крымского Ханства была образована Таврическая область и деревня была приписана к Левкопольскому, а после ликвидации в 1787 году Левкопольского — к Феодосийскому уезду Таврической области. После Павловских реформ, с 1796 по 1802 год, входила в Акмечетский уезд Новороссийской губернии. По новому административному делению, после создания 8 (20) октября 1802 года Таврической губернии, Азберды был включён в состав Урускоджинской волости Феодосийского уезда.
По Ведомости о числе селений, названиях оных, в них дворов… состоящих в Феодосийском уезде от 14 октября 1805 года, в деревне Азберды числилось 11 дворов и 162 жителя, исключительно крымских татар. На военно-топографической карте генерал-майора Мухина 1817 года деревня Азберде обозначена с 12 дворами. После реформы волостного деления 1829 года Азберды, согласно «Ведомости о казённых волостях Таврической губернии 1829 года», отнесли к Бурюкской волости (переименованной из Урускоджинской). На карте 1836 года в деревне 10 татарских дворов и 8 русских, а на карте 1842 года в деревне Азберды обозначено 20 дворов.
В 1860-х годах, после земской реформы Александра II, деревню приписали к Шейих-Монахской волости. В «Списке населённых мест Таврической губернии по сведениям 1864 года», составленном по результатам VIII ревизии 1864 года, Азберды — русско-греческая деревня с 10 дворами и 35 жителями при речке Малой Кара-Су (время опустения селения и заселения немусульманским населением пока не установлено — вероятно, это произошло в результате эмиграции крымских татар в Турцию в первой половине XIX века). На трёхверстовой карте Шуберта 1865—1876 года в деревне Азберды обозначено 6 дворов. В «Памятной книге Таврической губернии 1889 года», составленной по результатам Х ревизии 1887 года, записана деревня Азберды с 28 дворами и 176 жителями. По «…Памятной книжке Таврической губернии на 1892 год», в безземельной деревне Азберды, не входившей ни в одно сельское общество, было 8 жителей, у которых домохозяйств не числилось.
После земской реформы 1890 года Азберды отнесли к Андреевской волости. На верстовой карте 1896 года в деревне Азберди обозначено 24 двора с русско-немецким населением. В «…Памятной книжке Таврической губернии на 1900 год» в деревне Азберды, входившей в Васильевское сельское общество, числилось 125 жителей в 19 дворах. На 1902 год в деревне работал фельдшер.
По Статистическому справочнику Таврической губернии. Ч.II-я. Статистический очерк, выпуск пятый Феодосийский уезд, 1915 год, на хуторе Азберды Андреевской волости Феодосийского уезда числилось 8 дворов с греческим населением в количестве 38 человек приписных жителей и 10 — «посторонних».
После установления в Крыму Советской власти, по постановлению Крымревкома от 8 января 1921 года была упразднена волостная система и село вошло в состав вновь созданного Карасубазарского района Симферопольского уезда, а в 1922 году уезды получили название округов. 11 октября 1923 года, согласно постановлению ВЦИК, в административное деление Крымской АССР были внесены изменения, в результате которых округа ликвидировались, Карасубазарский район стал самостоятельной административной единицей и село включили в его состав. Согласно Списку населённых пунктов Крымской АССР по Всесоюзной переписи 17 декабря 1926 года, в селе Азберды, Тогайского сельсовета Карасубазарского района, числилось 25 дворов, все крестьянские, население составляло 115 человек, из них 98 русских, 10 болгар, 6 украинцев, 1 записаны в графе «прочие», действовала русская школа.
В 1944 году, после освобождения Крыма от фашистов, 12 августа 1944 года было принято постановление № ГОКО-6372с «О переселении колхозников в районы Крыма», в исполнение которого в район завезли переселенцев: 6000 человек из Тамбовской и 2100 — Курской областей, а в начале 1950-х годов последовала вторая волна переселенцев из различных областей Украины. С 25 июня 1946 года Азберды в составе Крымской области РСФСР. Указом Президиума Верховного Совета РСФСР от 18 мая 1948 года, Азберды Русскую переименовали в Длинное. 26 апреля 1954 года Крымская область была передана из состава РСФСР в состав УССР. К 1960 году Длинное присоединили к Северному, поскольку в «Справочнике административно-территориального деления Крымской области на 15 июня 1960 года» селение уже не значилось (согласно справочнику «Крымская область. Административно-территориальное деление на 1 января 1968 года» — в период с 1954 по 1968 год).

### Динамика численности населения
| - 1805 год — 162 чел. - 1864 год — 35 чел. - 1889 год — 176 чел. - 1892 год — 8 чел. | - 1900 год — 125 чел. - 1915 год — 38/10 чел. - 1926 год — 115 чел. |